# Povstání 8888
Povstání 8888 byla série masových prodemokratických demonstrací proti represivnímu vojenskému režimu v Barmě, která vyvrcholila v srpnu 1988. Do protestních akcí se zapojily stovky tisíc lidí.
Při brutálních zásazích tehdejší vojenské junty zemřelo více než 3000 lidí, především studentů a mnichů.

## Vývoj událostí
Povstání 8888 začalo v Rangúnu mezi univerzitními studenty, kteří nesouhlasili s měnovou reformou a uzavřením vysokých škol po nepokojích v březnu 1988. Demonstrace, jejichž cílem byl protest proti represivní politice vojenské junty a zavedení demokratických reforem, pak přerostly v celonárodní povstání. Jejich významnou osobností se stal mj. Min Ko Naing, přezdívaný „barmský Havel“.
Dne 23. července 1988 rezignoval diktátor Ne Win. Svým nástupcem však jmenoval neoblíbeného Seina Lwina, přezdívaného „řezník z Rangúnu“. Protesty kulminovaly v srpnu 1988. Na 8. 8. 1988 (odtud název) se konala generální stávka, v zemi se rozběhly masové demonstrace. Úřady nařídily střelbu do protestujících lidí. Demonstranti házeli na zasahující jednotky Molotovovy koktejly nebo kameny. Na jednom z míst zapálili policejní stanici. Nepokoje v tento den skončily stovkami mrtvých a raněných. Celkem při demonstracích v období kolem 8. srpna 1988 zahynuly podle různých odhadů stovky až 10 tisíc lidí; vojenské úřady uvedly, že zahynulo 95 lidí a 240 jich bylo zraněno.
Protesty pokračovaly dál do rezignace prezidenta Seina Lwina 12. srpna 1988. Jeho nástupcem se stal Maung Maung, ale jen na měsíc. Následoval další vojenský převrat, který vedl generál Saw Maung. Ten byl pak hlavou vládnoucí vojenské junty po další čtyři roky.